# 让·迪费
让·克洛德·巴泰勒米·迪费（法語：Jean Claude Barthélemy Dufay，1896年7月18日—1967年11月6日）是一位法国天文学家。

## 简历
在他一生的职业生涯中，曾研究过星云、星际物质、夜空和彗星。1925年，他与让·卡巴纳合作计算出了地球臭氧层的高度。他还被里昂和上普罗旺斯天文台聘任为名誉台长
，并在1963年入选法国科学院院士。
他于1913年大学毕业，之后由于经历一战中的负伤和教书生活，直到1928年才在夏尔·法布里的指导下取得了博士学位。
1932年，由于他在天文测光方面的工作而荣获法国科学院颁发的瓦尔兹奖(Valz Prize)。1967年11月6日他在法国罗讷省沙蓬诺(Chaponost)去世，享年71岁。月球上的迪费陨石坑就是以他的名字命名的。

## 备注
1. ↑  Staff. . Irish Astronomical Journal. 1999, 9: 167. Bibcode:1969IrAJ....9..169..
2. ↑  Kopal, Z. . Astrophysics and Space Science. 1968, 1 (4): 409–410. Bibcode:1968Ap&SS...1..409K. doi:10.1007/BF00658764 （法语）.
3. ↑  . Académie des sciences.   [2007-08-06]. （原始内容存档于2007-08-15） （法语）.
4. ↑  Hockey, Thomas. . Springer Publishing. 2009  [August 22, 2012]. ISBN 978-0-387-31022-0.
5. ↑  . Comptes Rendus Hebdomadaires des Séances de l'Académie des Sciences: 1128. December 12, 1932  [2017-10-02]. （原始内容存档于2017-10-02）. 参数|journal=与模板{{cite web}}不匹配（建议改用{{cite journal}}或|website=） (帮助); |volume=被忽略 (帮助)
6. ↑  . International Astronomical Union (IAU) / USGS Astrogeology Science Center. Oct 18, 2010  [2017-10-02]. （原始内容存档于2017-10-03）.